# Rosttjärnen (Älvdalens socken, Dalarna)
Rosttjärnen är en sjö i Älvdalens kommun i Dalarna och ingår i Dalälvens huvudavrinningsområde.